# Eruga zebra
L'eruga zebra (Brithys crini) és una espècie de lepidòpter ditrisi de la família Noctuidae. És una papallona nocturna pròpia dels ecosistemes dunars de la península Ibèrica. Aquest lepidòpter s'alimenta principalment del lliri de mar (Pancratium maritimum), una planta típica d'ambients dunars, tot i que en altres indrets on ha estat introduïda, s'alimenta també d'altres lliris.

## Galeria

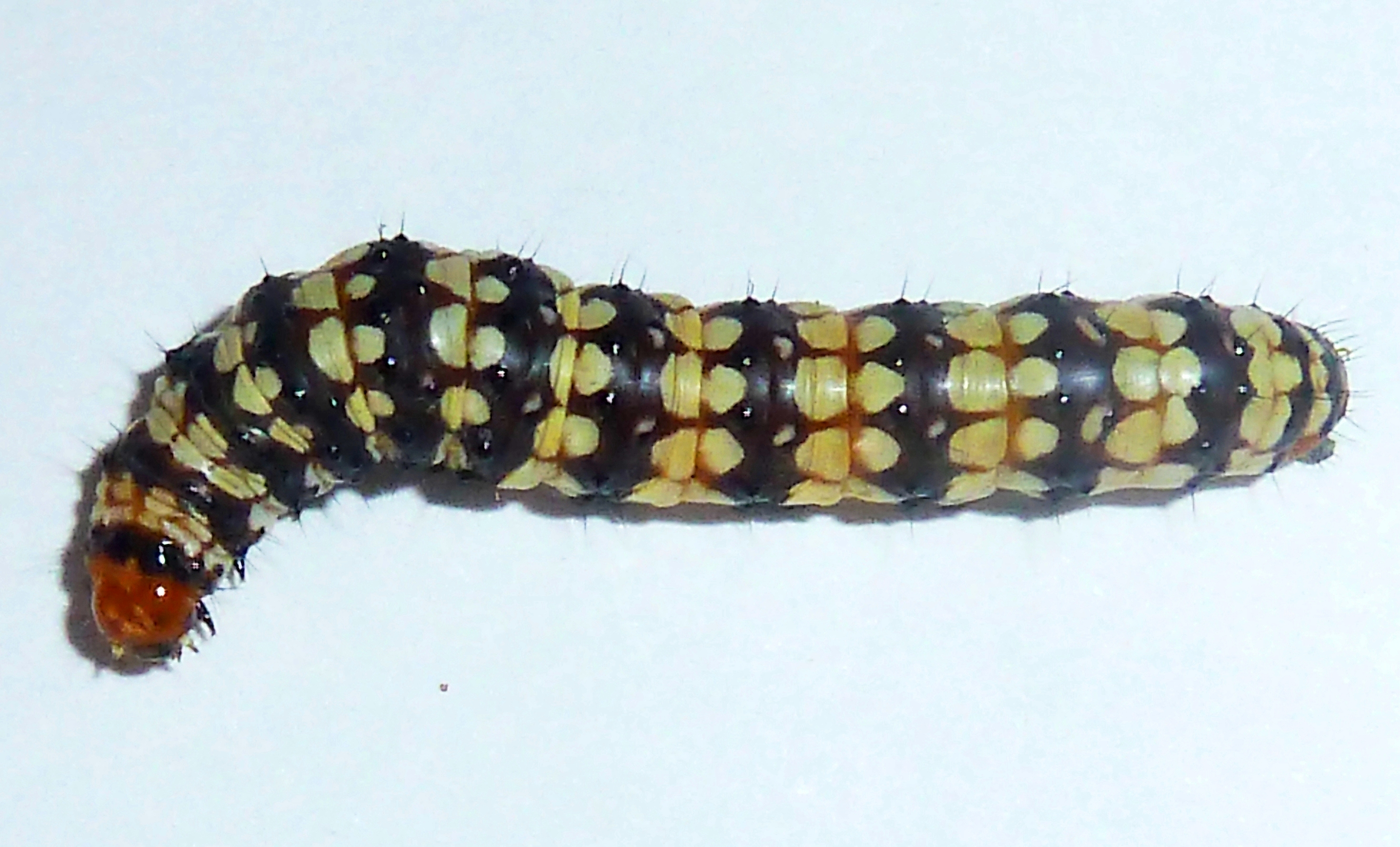
Larva
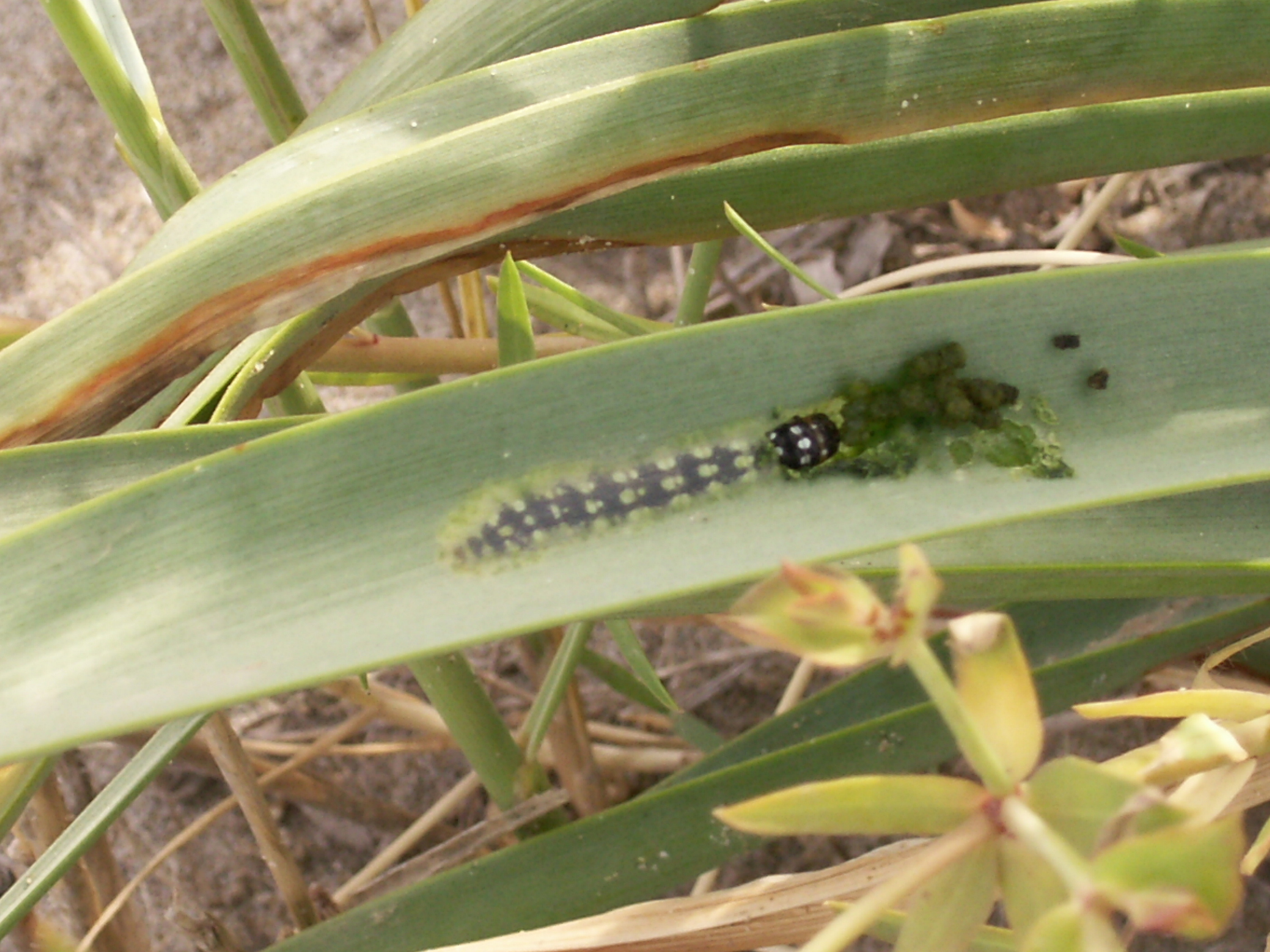
Larva menjant una fulla de lliri de mar